# Озио Сопра
Озио Сопра (итал. Osio Sopra) је насеље у Италији у округу Бергамо, региону Ломбардија.
Према процени из 2011. у насељу је живело 4927 становника. Насеље се налази на надморској висини од 191 м.

## Становништво
Према резултатима пописа становништва 2011. у општини је живело 5.079 становника.
| 1931. | 1936. | 1951. | 1961. | 1971. | 1981. | 1991. | 2001. | 2011. |
| ----- | ----- | ----- | ----- | ----- | ----- | ----- | ----- | ----- |
| 1.453 | 1.631 | 2.191 | 2.622 | 2.965 | 3.183 | 3.491 | 4.077 | 5.079 |